# Trần Thọ (Đà Nẵng)
Trần Thọ (sinh ngày 2 tháng 8 năm 1956) là một chính khách Việt Nam. Ông nguyên là Bí thư Thành ủy Đà Nẵng, Chủ tịch Hội đồng nhân dân Đà Nẵng, Đại biểu Quốc hội Việt Nam khóa XIII. Ngày 31 tháng 1 năm 2013 ông được phân công phụ trách Thành ủy Thành phố Đà Nẵng. Ngày 30 tháng 8 năm 2013 ông được bầu giữ chức Bí thư Thành ủy Đà Nẵng, ông giữ chức vụ này cho đến ngày 16 tháng 10 năm 2015.
Ngày 1 tháng 4 năm 2013, Trần Thọ tiếp tục được bầu giữ chức Chủ tịch Hội đồng nhân dân Tp Đà Nẵng. Ông giữ chức vụ này cho đến ngày 16 tháng 6 năm 2016.
Ông có trình độ học vấn Thạc sĩ chuyên ngành Xây dựng Đảng.

## Quá trình công tác
- 10/1975 - 9/1983: công tác trong ngành Giáo dục. Hiệu trưởng các trường THCS Hòa Khương, Hòa Phong, Hòa Phát, huyện Hòa Vang.
- 10/1983 - 7/1985: cán bộ Ban Tuyên huấn Huyện ủy Hòa Vang.
- 8/1985 - 9/1985: Phó chánh Văn phòng Huyện ủy Hòa Vang.
- 10/1985 - 7/1992: Huyện ủy viên, Chánh Văn phòng Huyện ủy Hòa Vang.
- 8/1992 - 3/1993: Ủy viên Ban Thường vụ Huyện ủy, Chánh Văn phòng Huyện ủy Hòa Vang.
- 4/1993 - 12/1994: Ủy viên Ban Thường vụ Huyện ủy, Trưởng ban Tổ chức Huyện ủy Hòa Vang.
- 1/1995 - 9/1996: Tỉnh ủy viên Quảng Nam - Đà Nẵng (khóa XVI), Phó Bí thư Thường trực Huyện ủy Hòa Vang.
- 10/1996 - 12/1996: Tỉnh ủy viên, Bí thư Ban Cán sự Đảng, Trưởng ban Tổ chức Chính quyền tỉnh Quảng Nam - Đà Nẵng.
- 1/1997 - 2/2005: Thành ủy viên, Trưởng ban Tổ chức Chính quyền, Giám đốc Sở Nội vụ. Các chức vụ kiêm nhiệm: Ủy viên UBND thành phố, Ủy viên Ban Cán sự Đảng UBND thành phố, Phó ban Tổ chức Thành ủy Đà Nẵng.
- 3/2005 - 11/2005: Thành ủy viên, Trưởng ban Tổ chức Thành ủy Đà Nẵng.
- 12/2005 - 11/2008: Ủy viên Ban Thường vụ Thành ủy, Trưởng ban Tổ chức Thành ủy Đà Nẵng.
- 1/12/2008 - 1/2013: Phó Bí thư Thường trực Thành ủy Đà Nẵng.
- 31/1/2013 - 30/8/2013: Phó Bí thư Thường trực phụ trách Thành ủy Đà Nẵng.
- 30/8/2013 - 16/10/2015: Bí thư Thành ủy Đà Nẵng.
- 1/4/2013 - 16/6/2016: Chủ tịch HĐND thành phố Đà Nẵng.
- Từ tháng 6/2016, ông nghỉ hưu.